# BackTrack
BackTrack (lub Back|Track) – dystrybucja systemu operacyjnego Linux typu Live CD oparta pierwotnie na dystrybucji Slax. Począwszy od wersji 4, oparta na dystrybucji Ubuntu. W styczniu 2013 twórcy ogłosili, że rezygnują z rozwijania dystrybucji pod dotychczasową nazwą i jest ona obecnie dostępna pod nazwą Kali Linux.
Powstała w wyniku połączenia dystrybucji Whax i Auditor. Zawiera oprogramowanie do testów bezpieczeństwa i łamania zabezpieczeń. Może być uruchamiana z dysku twardego, napędu optycznego (płyta CD, DVD) lub pendrive’a.
Popularność zyskał głównie wśród osób zajmujących się wardrivingiem oraz warchalkingiem, ponieważ posiada wbudowane narzędzia do monitorowania sieci bezprzewodowych oraz łamania zabezpieczeń takich jak: filtracja adresu MAC, szyfrowanie WEP i WPA. Umożliwia także analizowanie pakietów VoIP. Posiada wbudowane sterowniki większości kart Wi-Fi oraz narzędzia do przeprowadzania audytów bezpieczeństwa.

## Funkcjonalność
BackTrack skupia się wokół penetracji zabezpieczeń sieciowych, czemu służą programy:
- Metasploit
- RFMON – sterowniki do obsługi sieci bezprzewodowych
- Kismet
- AutoScan-Network
- Nmap
- Ettercap
- Wireshark (poprzednio znany jako Ethereal)
- Aircrack-ng

Zawiera też standardowe programy, takie jak Mozilla Firefox, Pidgin, K3b czy XMMS.

## Wydania
| Data       | Wydanie                                       |
| ---------- | --------------------------------------------- |
| 13.08.2012 | BackTrack 5 R3 – ostatnia pod nazwą BackTrack |
| 18.03.2012 | BackTrack 5 ARM                               |
| 01.03.2012 | BackTrack 5 R2                                |
| 18.08.2011 | BackTrack 5 R1                                |
| 10.05.2011 | BackTrack 5                                   |
| 22.11.2010 | BackTrack 4 R2                                |
| 08.05.2010 | BackTrack 4 R1                                |
| 11.01.2010 | BackTrack 4                                   |
| 19.06.2009 | BackTrack 4 pre relase                        |
| 11.02.2009 | BackTrack 4 beta                              |
| 19.06.2008 | BackTrack 3                                   |
| 17.12.2007 | BackTrack 3 beta                              |
| 06.03.2007 | BackTrack 2                                   |
| 19.11.2006 | BackTrack 2 (druga publiczna wersja beta)     |
| 13.10.2006 | BackTrack 2 (pierwsza publiczna wersja beta)  |
| 26.05.2006 | BackTrack 1.0                                 |

## Kali Linux
13 marca 2013 ukazała się nowa wersja pod nazwą Kali Linux. Zgodnie z zapowiedziami dystrybucja pod nazwą BackTrack już nie będzie rozwijana.